# Императорская печать Китая
Импера́торская печа́ть Китая, или Наследственная печать царств (кит. трад. 傳國璽, упр. 传国玺) — китайская нефритовая печать, вырезанная из знаменитого камня Хэ Ши Би.

## Создание
Печать была создана в 221 году до н. э., когда Цинь Шихуанди разгромил остатки Воюющих Царств и объединил Китай под властью династии Цинь. Хэ Ши Би был знаменитым нефритовым диском, который ранее принадлежал княжеству Чжао. Заполучив его в свои руки, новый Император Китая приказал сделать из него Императорскую печать. Главный советник Ли Сы написал, а мастер Сунь Шоу вырезал на ней слова: «По мандату небес, пусть (император) живет долго и счастливо». (受命於天，既壽永昌).

## Борьба за Печать
После смерти второго императора Китая из династии Цинь, печать перешла от Цзыина к новому императору династии Хань, и с тех пор именовалась как «Наследственная печать царства Хань». К моменту заката Западной династии Хань Ван Ман, новый правитель заставил императрицу-регентшу передать ему печать. В ярости императрица швырнула печать о землю, в результате чего от камня откололся один угол. Позднее Ван Ман приказал отреставрировать Печать с помощью золотой вставки.
Печать переходила от династии к династии. Её рассматривали как признак власти, символизирующий Небесный мандат. Во времена политической смуты, например, в период Троецарствия, Печать становилась объектом соперничества и из-за неё постоянно возникали вооруженные конфликты. Князь, которому она попадала в руки, объявлял себя истинным правителем. Во времена реставрации династии Хань в III веке н. э., полководец Сунь Цзянь нашел Императорскую печать Китая на теле придворного слуги, который совершил самоубийство, бросившись в колодец. Сын полководца Сунь Цэ отдал печать Юань Шу в обмен на 3000 солдат, которых он использовал, чтобы основать царство У. Когда Юань Шу был разгромлен, Печать попала в руки Цао Цао, чей сын Цао Пи провозгласил царство Вэй законным наследником Хань и объявил правителей Шу Хань и У вне закона.

## Утрата
Печать пережила династии Вэй, Цзинь, период Шестнадцать варварских государств, династию Суй и династию Тан, но была утрачена в Эпоху пяти династий и десяти царств (907—960 гг.).
Существуют несколько версий, объясняющих её утрату:
1. В конце правления династии Тан, когда последний император принес себя в жертву.
2. В 946 году, когда император Тай-цзун (династия Ляо) взял в плен последнего Императора государства Цзинь.
3. Печать попала в руки императоров династии Юань. Когда войска Чжу Юаньчжан захватили столицу Юань в 1369 г., захватчики смогли заполучить только одну из 11 личных печатей императоров Юань. Наследственная печать царств не была найдена. В 1370 году войска вторглись в Монголию и захватили часть сокровищ, вывезенных туда императором Юань. Но и среди этих богатств Печати не оказалось.

В любом случае Печать была утрачена в начале царствования династии Мин, таким образом ни она, ни династия Цин не имели Наследственной Печати. Этим, в частности, объясняется страсть императоров Цин к созданию многочисленных императорских печатей, что было призвано понизить значение исторической Наследственной Печати.

## Новое время
Со времен прихода к власти династии Цин несколько печатей были объявлены утраченной Наследственной печатью. Одна из них даже хранилась в Запретном городе вместе с другими императорскими печатями, созданными до царствования императора Цяньлун. Однако эксперты[кто?] считают, что речь все-таки идет о подделке или о личных печатях императоров, но никак не о знаменитой Императорской Печати Китая.